# Caipirissima

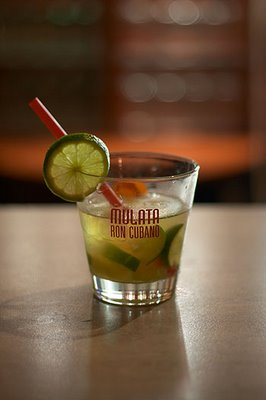
Caipirissima

La Caipiríssima es una adaptación caribeña del tradicional cóctel brasileño caipiriña (caipirinha), elaborado con Ron en lugar de cachaza.

## Ingredientes
- 1 lima cortada en octavos o doceavos
- 60 ml. de ron
- 1 cucharada de Azúcar blanco
- Hielo picado
- Un gajo de lima para decorar

## Elaboración
- Cortar la lima en trozos pequeños y machacarlos con un mortero con el azúcar para extraer su jugo. (mejor usando almíbar)
- Añadir el hielo y posteriormente el gin
- Batir en coctelera.
- Servir en cristalería elegida con 2 sorbetes